# Festivalul Internațional de Film de la Odesa

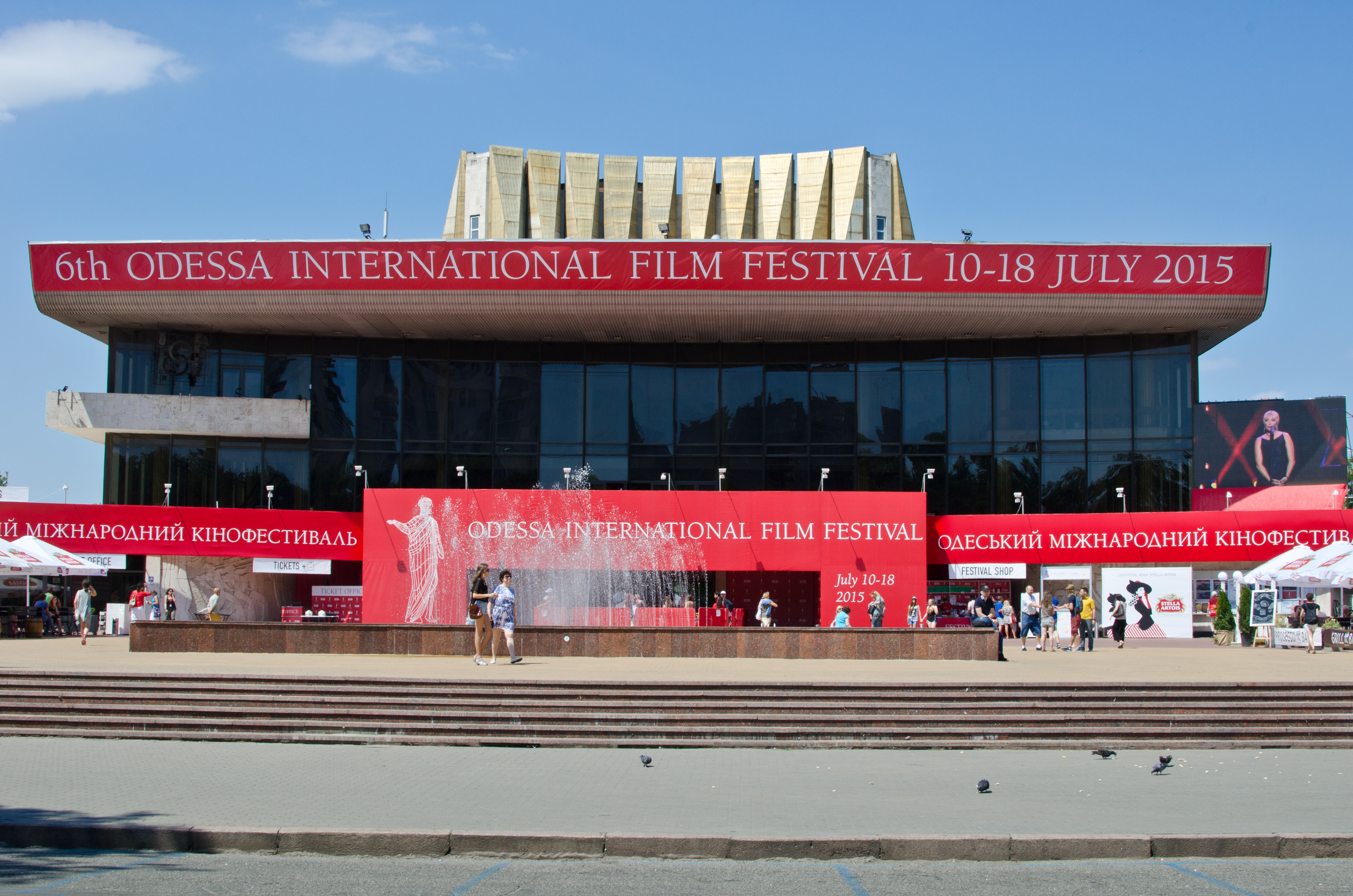
Festivalul Internațional de Film de la Odesa

Festivalul Internațional de Film de la Odesa (în ucraineană Оде́ський міжнаро́дний кінофестива́ль) este un festival de film care are loc anual la mijlocul lunii iulie în Odesa, Ucraina. Prima ediție s-a desfășurat între 16 și 24 iulie 2010.

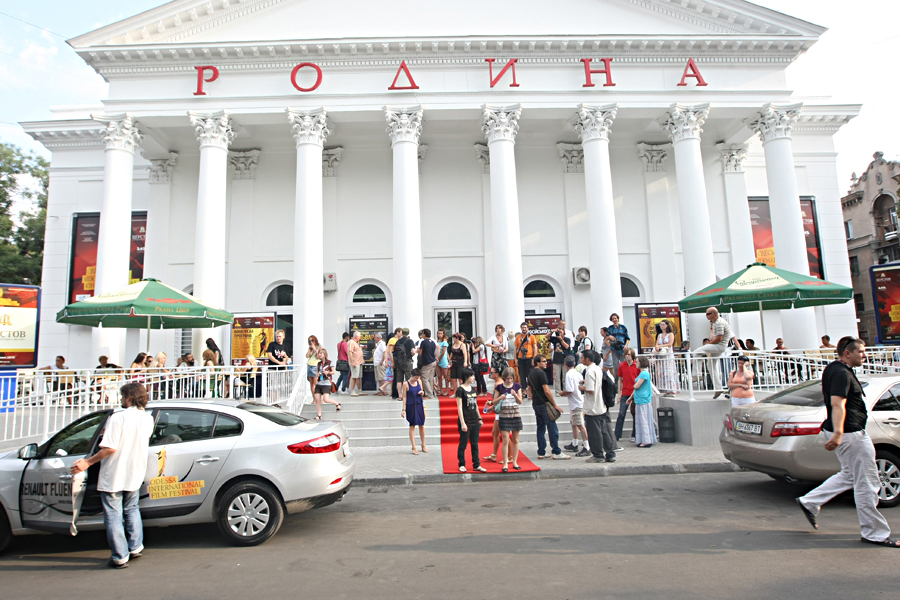
Festivalul Internațional de Film de la Odesa

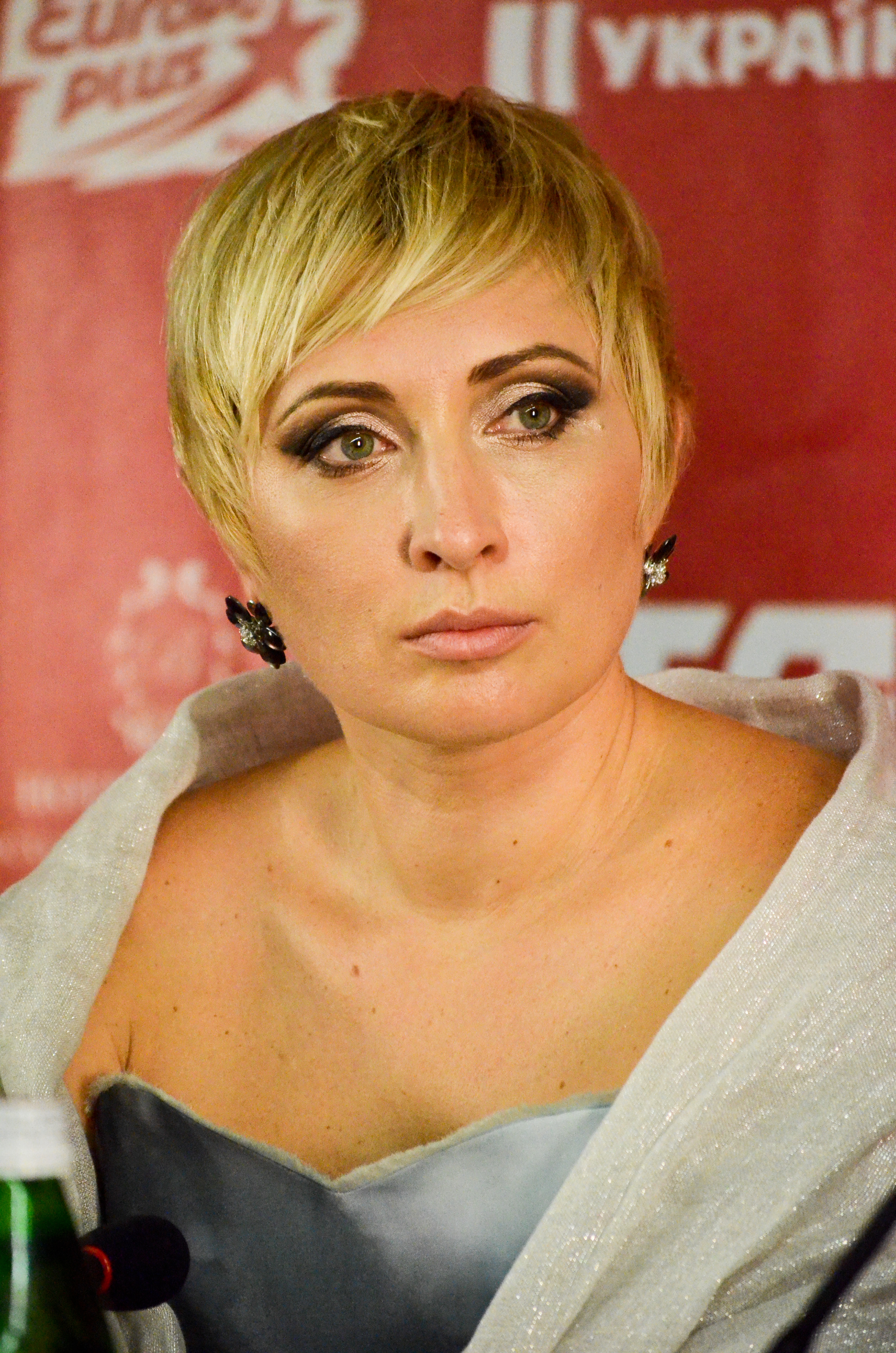
Președinta festivalului, Viktoria Tigipko, în 2015

Din anul 2016, programul festivalului cuprinde trei părți: competiția internațională, competiția național (inclusiv filme de lungmetraj și filme de scurtmetraj produse în Ucraina sau realizate în coproducție cu companii din Ucraina) și competiția filmelor documentare europene.
Festivalul este la începuturile sale, cu toate acestea, organizatorii săi și-au stabilit un obiectiv destul de ambițios: să-l dezvolte într-unul dintre cele mai importante festivaluri de film din Europa de Est - Cannes din Europa de Est. Festivalul este adesea criticat pentru că ar „fi rusesc“, cu producții prezentate cu subtitrare în limba rusă. 
Președinta festivalului este Viktoria Tigipko. Festivalul se desfășoară în trei locuri principale: Palatul Festivalului, Centrul Festivalului în cinematograful Patria (Rodina) și Teatrul Verde Stella Artois. Premiul principal al festivalului este statueta Ducele de aur. În primii doi ani, premiul principal al Festivalului de Film de la Odesa a fost acordat pe baza unei decizii a juriului. Din 2012, Marele Premiu al Festivalului de Film de la Odesa a fost acordat pe baza votului public.

## Istorie
Primul Festival Internațional de Film de la Odesa a avut loc la 16 la 24 iulie 2010. Aceasta a oferit publicului său un program de competiție cu 16 filme și peste 50 de filme în afara competiției. Cinematograful Patria (Rodina) a fost locul principal în care s-a desfășurat festivalul și centrul festivalului. Aici au fost proiectate toate filmele aflate în concurs și a găzduit evenimente speciale ale festivalului. Alte proiectări au avut loc în toată Odesa, în multe cinematografe ale orașului. Unul dintre cele mai remarcabile monumente arhitecturale din toată Ucraina, Teatrul de Operă și Balet din Odesa, a servit ca loc de desfășurare a ceremoniilor de deschidere și de închidere a festivalului.
La primul festival au participat peste 40 de mii de spectatori. În anul următor, acest număr a crescut de aproape 2 ori - peste 70 de mii de spectatori au participat, iar peste 5 mii de persoane au fost invitați. Numeroși jurnaliști din Ucraina, Rusia, Germania, Statele Unite, România, Italia și alte țări au primit acreditare la festival.
Festivalul include și un proiect special dinamic denumit Școala de Vară a Filmului: o serie de clase master predate de invitații festivalului studenților și  fanilor filmului în general.
În cadrul celui de-al doilea festival, a fost adăugat un nou proiect la Școala de Vară a Filmului, un Atelier de scenarii, o serie de ateliere și seminare pentru un grup de scenariști aleși printr-un proces strict de selecție. Noi oportunități pentru profesioniștii din industria filmului au apărut și în al doilea an al Festivalului.
În 2011, în ultima zi, festivalul a avut o recunoaștere ridicată, prin prezența uneia dintre cele mai importante asociații de presă din lume - Hollywood Foreign Press Association  (HFPA, Asociația jurnaliștilor din cinematografia americană, producătorii Globurilor de Aur). Gabriel Lerman, reprezentantul HFPA, a livrat premiul onorific al festivalului.
Cel de-al treilea festival a avut loc în perioada 13-21 iulie 2012, al patrulea festival în perioada 12-20 iulie 2013.
Cel de-al cincilea festival a avut loc în perioada 11-19 iulie 2014. În timpul acestuia a avut loc o strângere de fonduri, pentru regizorul ucrainean care a fost închis în Rusia pentru acuzații de terorism, Oleg Sențov.
A șaselea festival a avut loc în perioada 10-18 iulie 2015. Regizorul ucrainean Miroslav Slaboșpitskii a acordat lui Darren Aronofsky premiul Ducele de Aur pentru întreaga sa carieră.
Al șaptelea festival a avut loc în perioada 15-23 iulie 2016. Șeful juriului Christopher Hampton a primit premiul Ducele de Aur pentru întreaga sa carieră.
Al optulea festival  a avut loc în perioada 14-22 iulie 2017. Două premii Ducele de Aur pentru întreaga carieră au fost acordate actrițelor Isabelle Huppert și Agnieszka Holland.
Al nouălea festival a avut loc în perioada 13-21 iulie 2018. Două premii Ducele de Aur pentru întreaga carieră au fost acordate actrițelor Ada Rogovțeva și Jacqueline Bisset.

## Premii

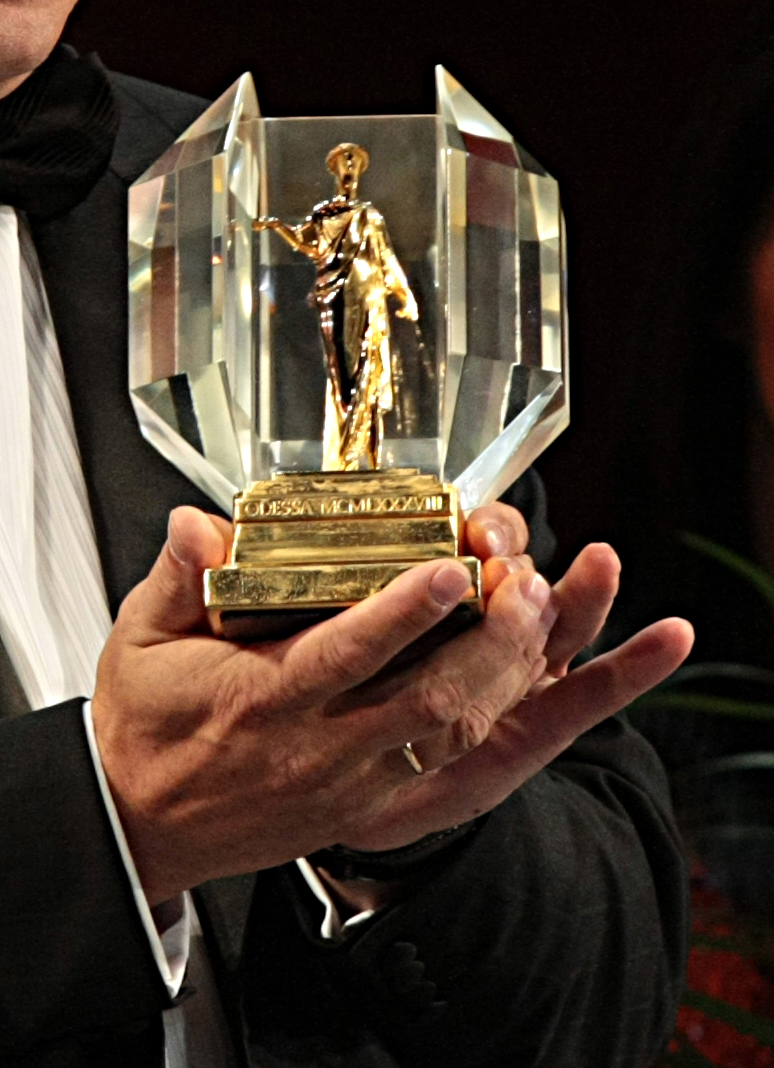
Premiul festivalului

Filmele din programul competițional concurează pentru premiul principal al festivalului - Ducele de aur - o versiune actualizată a unui premiu cu același nume creată de un remarcabil sculptor din Odesa, Mihail Reva, pentru festivalul de film care a avut loc anterior în 1988 în Odesa.
Juriul oferă premii în următoarele categorii:
- Marele premiu al festivalului pentru filmul câștigător - Ducele de Aur (împreună cu un o sumă de 15.000 de dolari americani acordată regizorului)
- Cel mai bun regizor - premiu în valoare de 10.000 de dolari americani acordat regizorului.
- Cel mai bun actor / cea mai bună actriță - premiu în valoare de 10.000 de dolari americani acordat actorului / actriței.

De asemenea, juriul poate acorda două premii suplimentare:
- Mențiune specială a juriului
- Premiul Alegerea Spectatorului - organizatorii festivalului organizează un vot al persoanelor din audiență pentru a determina beneficiarul acestui premiu.

## Câștigători
2010 - Marele Premiu al Festivalului - „Ducele de Aur” pentru cel mai bun film - Copii sub 16 ani...[nefuncțională]
 (Детям до 16…), regizat de Andrei Kavun ( Rusia).
2011 - Marele Premiu al Festivalului - „Ducele de Aur” pentru cel mai bun film - Tomboy (regizat de Céline Sciamma,  Franța).
2012 - Marele Premiu al Festivalului - „Ducele de Aur” pentru cel mai bun film - Broken (regizat de Rufus Norris,  Marea Britanie).
2013 - Marele Premiu al Festivalului - „Ducele de Aur” pentru cel mai bun film - Profu’ de geografie a băut globul (regizat de Alexander Veledinsky,  Rusia).
2014 - Marele Premiu al Festivalului - „Ducele de Aur” pentru cel mai bun film - Zero Motivation (Efes beyahasei enosh, regizat de Talya Lavie,  Israel).
2015 - Marele Premiu al Festivalului - „Ducele de Aur” pentru cel mai bun film - Mustang (regizat de Deniz Gamze Ergüven,  Franța,  Turcia,  Germania,  Qatar).
2016 - Marele Premiu al Festivalului - „Ducele de Aur” pentru cel mai bun film - Burn Burn Burn (regizat de Chanya Button, 
 Marea Britanie).
2017 - Marele Premiu al Festivalului - „Ducele de Aur” pentru cel mai bun film - Regele belgienilor (regizat de Peter Brosens, Jessica Woodworth,  Belgia,  Țările de Jos,  Bulgaria).
2018 - Marele Premiu al Festivalului - „Ducele de Aur” pentru cel mai bun film - Hristal (Lebăda de cristal, regizat de Daria Juk,  Belarus)

## Legături externe
- Site web oficial
- Odesa International Film Festival at Facebook
- Odesa International Film Festival's Channel at YouTube
- Mihail Saakașvili, cu familia la Festivalul Internațional de Film Odesa 2015, Kankan.md, Adus la 24 iulie 2015. Accesat la 3 aprilie 2019